# WinMerge
WinMerge est un outil logiciel de comparaison de fichiers, ainsi que de fusion. Il est utile pour déterminer ce qui a changé entre deux versions d'un fichier, ainsi que la présentation visuelle des différences dans un format texte qui est facile à comprendre et à manipuler.
C'est un logiciel libre fonctionnant sur Microsoft Windows.

## WinMerge 2011
En 2011, une scission de la version 2.x baptisée "WinMerge 2011" a été créée par un développeur n'ayant pas de lien avec l'équipe originale. Cette nouvelle branche au développement actif continue de voir apparaître de nouvelles fonctionnalités et des corrections de bugs.[réf. nécessaire] Elle a supprimé les dépendances à ATL/MFC afin de pouvoir être compilée avec Visual C++ Express Edition, la version gratuite de Visual C++.